# 道特弗河
50°51′26″N 8°33′59″E / 50.8571°N 8.56638°E

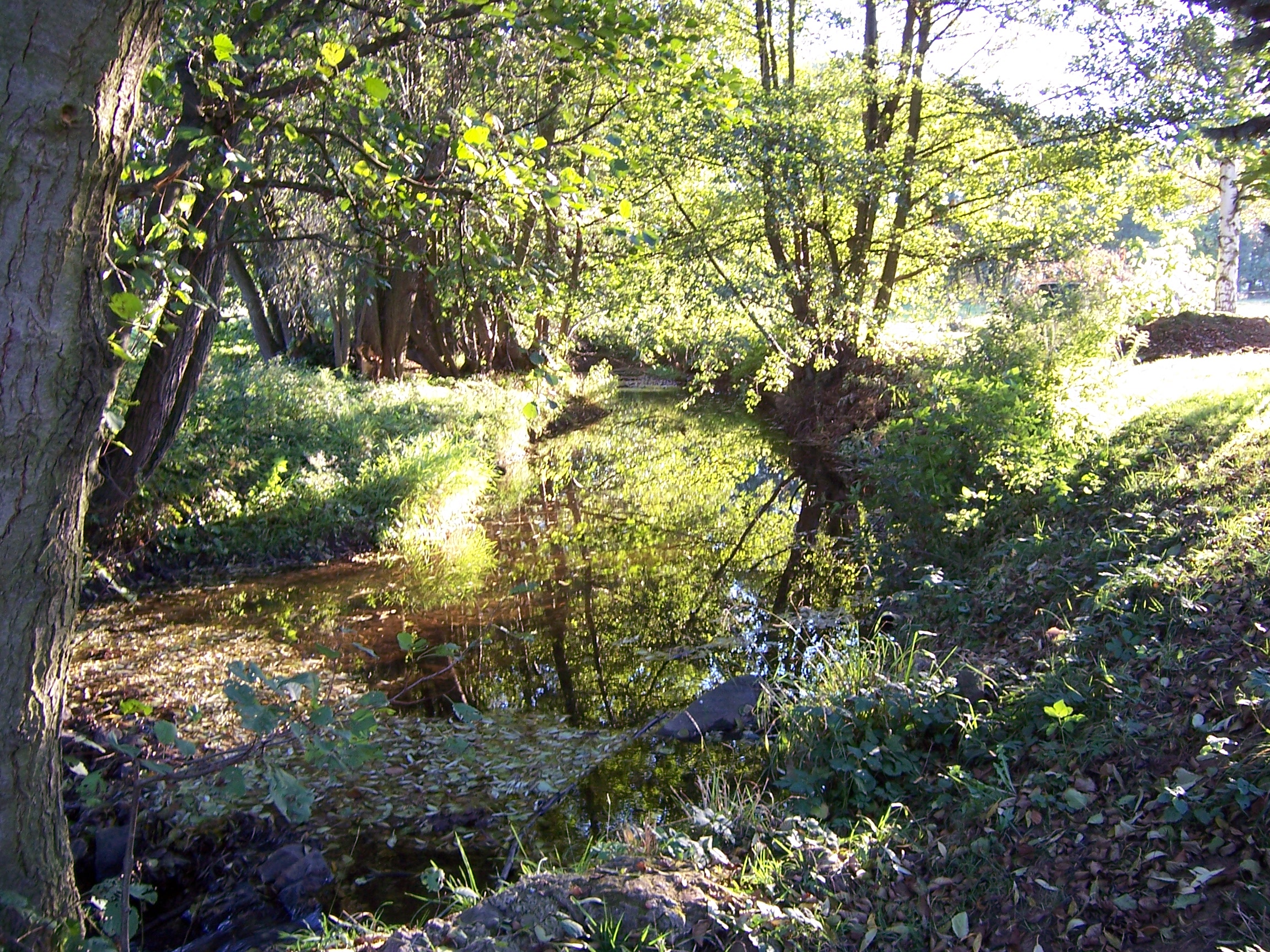

道特弗河（德語：Dautphe），是德國的河流，位於該國中部，由黑森州負責管轄，屬於珀夫河的右支流，處於道特弗塔爾，河道全長8.8公里，流域面積41.8平方公里。